# Bernardus Joannes Koldewey

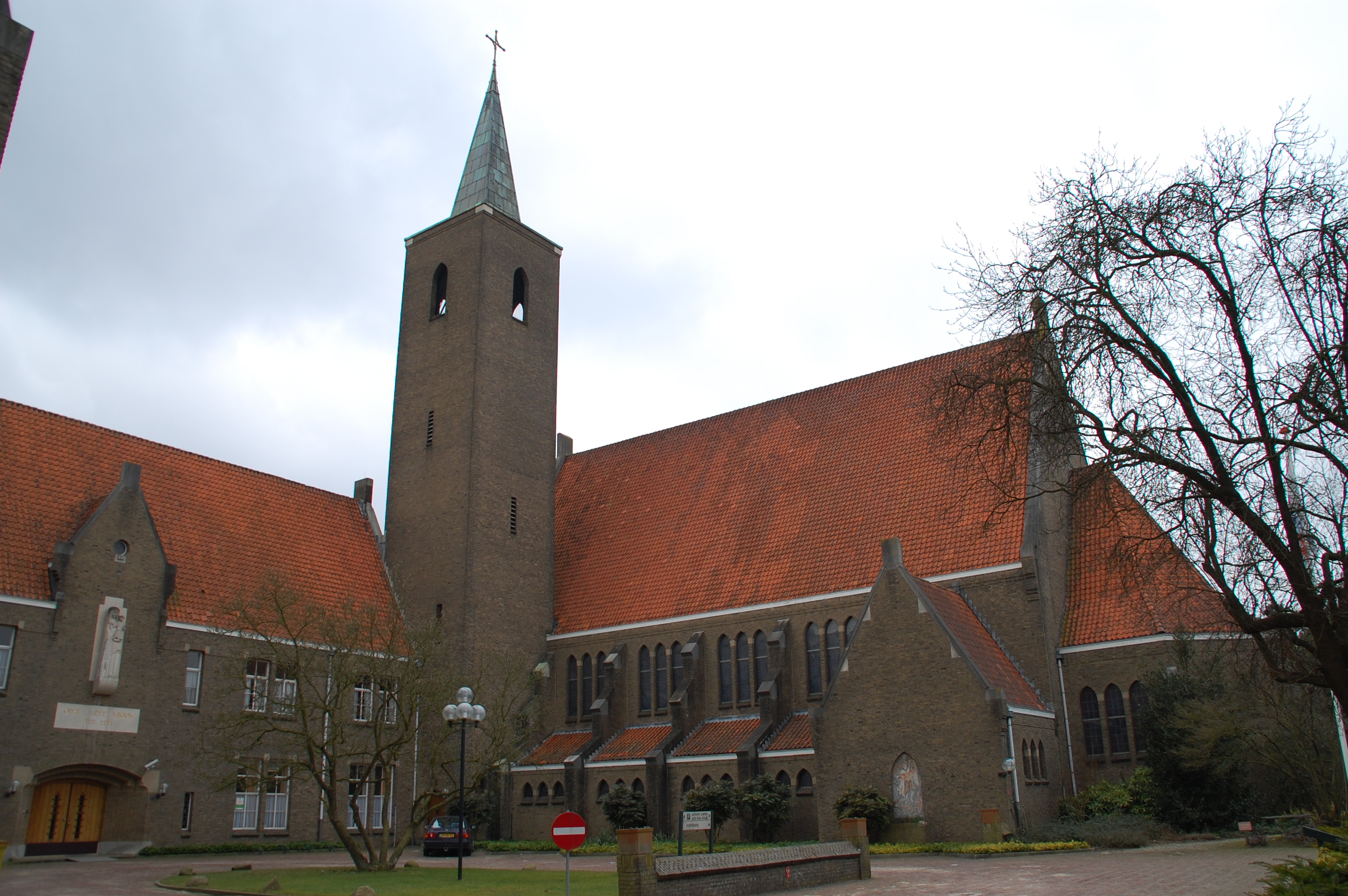
Amersfoort: klooster Onze Lieve Vrouwe ter Eem

Bernardus Joannes Koldewey (B.J. Koldewey) (Dordrecht, 29 mei 1895 – Voorburg, 1 augustus 1958) was een Nederlands architect.
Hem werd de functie van textielhandelaar toebedacht, maar hij voelde meer voor de architectuur en volgde in 1920 een Vrije Studie aan de Technische Hogeschool Delft. In 1926 vestigde hij zich als architect te Voorburg. Hij ontwierp vooral gebouwen ten behoeve van de Rooms-Katholieke Kerk in de trant van de Delftse School. In 1932 ontwierp hij het scholen- en kloostercomplex Onze Lieve Vrouwe ter Eem te Amersfoort. Samen met Kees van Moorsel werd het Sanatorium Berg en Bosch te Bilthoven ontworpen (1931).
Vanaf 1948 werkte Koldewey samen met Alexander Kropholler aan de gebouwen van de Sint-Adelbertabdij te Egmond-Binnen. Later begon hij het modernisme te omarmen en schreef aangaande het gebruik van betonconstructies in de kerkenbouw in het blad Cobouw, zowel onder zijn eigen naam als onder het pseudoniem "Rogier van der Weyden". In 1954 kwam zijn zoon Hans in het architectenbureau werken. Deze zou modernistische kerken bouwen.

## Externe bron
- Bonas archiwijzer[dode link]